# Liste des sites Natura 2000 des Yvelines
Cet article recense les sites Natura 2000 des Yvelines, en France.

## Statistiques
Les Yvelines comptent en 2016 neuf sites classés Natura 2000.
Six d'entre eux bénéficient d'un classement comme site d'intérêt communautaire (SIC), trois comme zone de protection spéciale (ZPS).

## Liste
| Site                                                    | Type | Superficie (ha) | Fiche     | Coordonnées                      | Photo |
| ------------------------------------------------------- | ---- | --------------- | --------- | -------------------------------- | ----- |
| Carrière de Guerville                                   | SIC  | +00079,89       | FR1102013 | 48° 57′ 50″ nord, 1° 45′ 49″ est |       |
| Coteaux et boucles de la Seine                          | SIC  | +01 417,        | FR1100797 | 49° 05′ 07″ nord, 1° 38′ 57″ est |       |
| Forêt de Rambouillet                                    | SIC  | +01 991,        | FR1100796 | 48° 42′ 44″ nord, 1° 42′ 33″ est |       |
| Sites chiroptères du Vexin français                     | SIC  | +00022,06       | FR1102015 | 49° 10′ 31″ nord, 1° 46′ 47″ est |       |
| Tourbières et prairies tourbeuses de la forêt d'Yveline | SIC  | +00820,         | FR1100803 | 48° 40′ 49″ nord, 1° 58′ 18″ est |       |
| Vallée de l'Epte francilienne et ses affluents          | SIC  | +03 187,        | FR1102014 | 49° 09′ 37″ nord, 1° 40′ 25″ est |       |
| Boucles de Moisson, de Guernes et de Rosny              | ZPS  | +06 028,        | FR1112012 | 49° 01′ 10″ nord, 1° 36′ 55″ est |       |
| Étang de Saint-Quentin                                  | ZPS  | +00096,         | FR1110025 | 48° 47′ 30″ nord, 2° 00′ 06″ est |       |
| Massif de Rambouillet et zones humides proches          | ZPS  | +17 110,        | FR1112011 | 48° 41′ 09″ nord, 1° 47′ 52″ est |       |